# پلوسکوویتسه
پلوسکوویتسه (به چکی: Ploskovice) یک منطقهٔ مسکونی در جمهوری چک است که در ناحیه لیتومیریتسه واقع شده‌است. پلوسکوویتسه ۸٫۴۱ کیلومتر مربع مساحت و ۳۸۴ نفر جمعیت دارد و ۲۳۸ متر بالاتر از سطح دریا واقع شده‌است.